# А-03 Nart
A-03 Nart (ros. А-03 «Нарт») – rosyjski wielozadaniowy dron przeznaczony do monitorowania powierzchni ziemi oraz wpływania na pogodę.

## Historia
Konstrukcja została opracowana przez Centrum Badawczo-Produkcyjne „Antigrad-Awia” (ros. ООО «Антиград-Авиа»). Oblot został wykonany w 2008 r. Dron został opracowany do prowadzenia monitoringu warunków metrologicznych oraz wpływania na pogodę za pomocą przenoszonego wyposażenia. Dron został publicznie zaprezentowany w styczniu 2008 r. na wystawie „Bezzałogowe systemy wielozadaniowe w interesie kompleksu paliwowo-energetycznego” (ros. Беспилотные многоцелевые комплексы в интересах ТЭК) w Dubnej. Producent deklaruje, że maszyna jest zdolna do zapobiegania naturalnym katastrofom pogodowym tj. tajfunom, tornadom, ulewnym deszczom oraz gradowi poprzez sztuczne wywoływanie opadów zanim chmury dotrą w rejony zamieszkane. Dodatkowo dron może być wykorzystany do prowadzenia monitoringu stanu powierzchni ziemi i wód, zwalczania chwastów i chorób roślin, zwalczania szkodników oraz nawożenia gleby. Jest to możliwe dzięki przenoszonemu systemowi kasetowych wyrzutni podpocisków, które mogą zawierać środki chemiczne konieczne do realizacji aktualnego zadania. Podpociski są wyposażone w napęd rakietowy, który zapewnia im zasięg ok. 3,5 km. Kolejna prezentacja drona miała miejsce rok później podczas wystawy „Bezzałogowe systemy wielozadaniowe – 2009” (ros. „Беспилотные многоцелевые комплексы – 2009”) w Moskwie.